# Olga Medvedtseva
Olga Valerjevna Medvedtseva tidigare Pyljova, (ryska:Ольга Валерьевна Медведцева) född 7 juli 1975 i Krasnojarsk, rysk skidskytt. Hon är 163 cm lång.[källa behövs]
Medvedtseva har två olympiska guld, från stafetten i OS i Vancouver 2010 och jaktstarten i OS i Salt Lake City 2002. Hon hade den näst bästa tiden i damernas distanslopp, 15 kilometer under OS i Turin 2006, men lämnade ett positivt A- och B-prov och diskvalificerades för doping med preparatet Carphedon.[källa behövs]

## Meriter

### OS
- 2002
  - Jaktstart - guld
  - Stafett - brons

- 2010
  - Stafett - guld

### VM
- 2000 - Stafett: 1
- 2001 - Stafett: 1
- 2004
  - Distans: 1
  - Stafett: 2
- 2005
  - Stafett: 1
  - Mixstafett: 1
  - Masstart: 3
- 2009 - Stafett: 1

### Slutplaceringar i den totala världscupen i skidskytte
- 1999/2000 - 20
- 2000/2001 - 7
- 2001/2002 - 4
- 2002/2003 - 10
- 2003/2004 - 2
- 2004/2005 - 3

2005/2006 - 28 (Hon hann bara köra några tävlingar säsongen 2005/2006 innan hon blev avstängd för dopning. Dock stod hon kvar i resultatlistan, eftersom hon vid de tidigare tävlingarna den säsongen inte ertappats med dopning.)